# Cyttus novaezealandiae
Cyttus novaezealandiae är en fiskart som först beskrevs av Arthur, 1885.  Cyttus novaezealandiae ingår i släktet Cyttus och familjen Cyttidae. IUCN kategoriserar arten globalt som livskraftig. Inga underarter finns listade i Catalogue of Life.